# Česká Bříza
Česká Bříza (do roku 1948 Německá Bříza, v letech 1948–1949 Břízka, německy Deutsch Brzis) je vesnice a obec v jihovýchodní části okresu Plzeň-sever v Plzeňském kraji. V celé obci žije 600 obyvatel, její katastrální území měří 453,56 ha.

## Název
Původně byla ves nazývána Břízou, od roku 1575 se jmenovala Německá Bříza jako odraz změny vlastnictví půdy z tzv. starého českého práva na právo zákupní (německé) s dědičným nájmem polí, ale při zachování povinností robotovat na panském a placení dávek. Po druhé světové válce byla přejmenována nejprve na Břízku a v roce 1949 na Českou Břízu na žádost samotné obce z 22. května 1945. Zajímavostí je, že ještě v 18. století se dnešní Horní Bříza jmenovala Česká Bříza.

## Historie

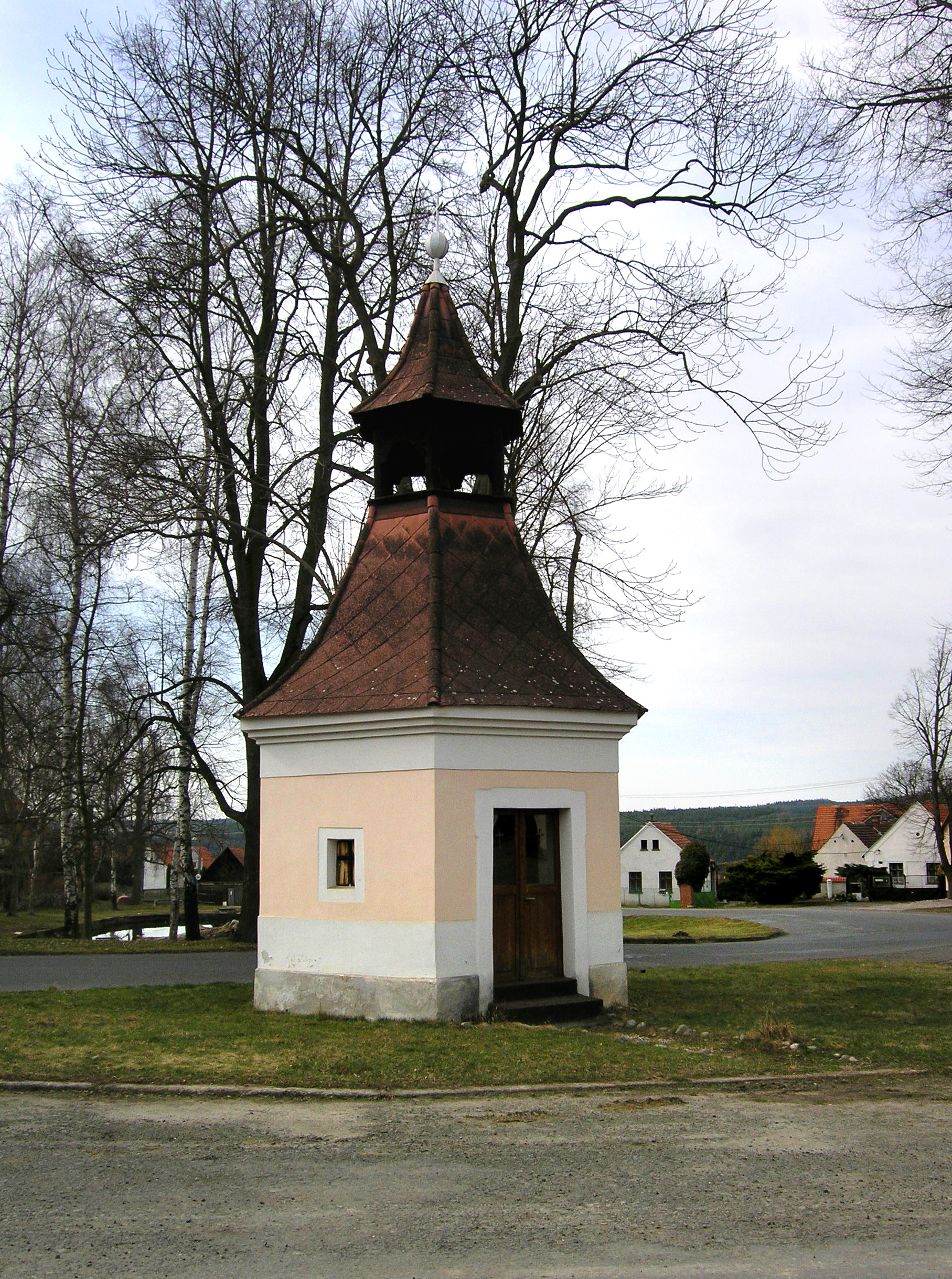
Kaple na návsi

Česká Bříza byla poprvé zmiňována roku 1401, kdy patřila k proboštství rokycanskému a v roce 1421 král Zikmund Lucemburský zapsal „wsi Habrovú a Březie“ proboštství rokycanského. V roce 1575 za císaře Maxmiliána II. koupilo hospodářsky silné město Rokycany původní vesnice augustiniánského proboštství včetně Německé Břízy. V roce 1623, kdy byla Německá Bříza součástí královského města Rokycany, vydala královská komora císaře Rudolfa II. výměr o konfiskaci některých statků města včetně čtyř vsí. Stalo se tak za jeho účast na protihabsburském povstání a tak mj. ves Německou Břízu převzal opat plaského kláštera Jiří Vašmucius. Od té doby se Rokycanští pokusili ještě v letech 1628 a 1660 o zpětvzetí odňatých vsí, vždy ale neúspěšně. O hospodářské situaci poddaných ve vsi Německá Bříza vypovídá Berní rula z roku 1654, podle níž byla ves součástí panství Kaceřov přináležejícímu klášteru plaskému. Hospodařilo zde devět sedláků, tři chalupníci, z nichž jeden měl mlýn se dvěma koly, a jedno stavení bylo pusté. Sedláci měli pole o výměrách 18 až 24 strychů, chalupníci pole o výměrách 15 strychů. V roce 1826 koupilo klášterní panství Plasy v dražbě kancléř Klement Metternich.

## Přírodní poměry
Vesnice leží deset kilometrů severovýchodně od Plzně v terénu mírně se svažujícím k severu v nadmořské výšce 385 metrů. Na severovýchodě Česká Bříza sousedí s Hromnicemi a Žichlicemi, na jihu se Zručí a na severozápadě s Třemošnou. Severně od vsi protéká v údolí potok Třemošná.

## Obyvatelstvo
V roce 1848 bylo ve vsi 34 domů a 269 obyvatel.
| Rok            | 1869 | 1880 | 1890 | 1900 | 1910 | 1921 | 1930 | 1950 | 1961 | 1970 | 1980 | 1991 | 2001 | 2011 | 2021 |
| -------------- | ---- | ---- | ---- | ---- | ---- | ---- | ---- | ---- | ---- | ---- | ---- | ---- | ---- | ---- | ---- |
| Počet obyvatel | 453  | 571  | 643  | 619  | 698  | 681  | 697  | 600  | 576  | 516  | 480  | 457  | 445  | 527  | 593  |
| Počet domů     | 60   | 70   | 81   | 84   | 95   | 96   | 115  | 146  | 150  | 147  | 139  | 136  | 179  | 184  | 215  |

## Obecní správa

### Obecní symboly
Znak a vlajku obce vytvořil heraldik Stanislav Kasík. Předseda Poslanecké sněmovny Parlamentu České republiky rozhodl o udělení znaku a vlajky obce Česká Bříza dne 21. dubna 2020. Slovní popis je dle dekretu Předsedy Poslanecké sněmovny Parlamentu České republiky o udělení znaku a vlajky takto:
- Znak: V červeno-stříbrně polceném štítě vpravo zkřížené zlaté klíče podložené postaveným stříbrným mečem se zlatým jílcem, vlevo na zeleném trávníku bříza přirozené barvy.
- Vlajka: List tvoří dva svislé pruhy, červený a bílý. V červeném pruhu zkřížené žluté klíče podložené bílým mečem se žlutým jílcem, hrotem k dolnímu okraji listu. Z dolního okraje bílého pruhu vyrůstá bříza.[8]

Ikonografický výklad znaku a vlajky vysvětlil jejich autor takto:
základní barevnost štítu je červeno-stříbrná. To se shoduje s národními barvami červenou a bílou a odkazuje na první část jména obce „Česká“. Druhou část jména obce „Bříza“ zastupuje bříza rostoucí na zeleném trávníku. Klíče a meč jsou atributy sv. Petra a Pavla, kterým je zasvěcena kaplička na návsi.

## Pamětihodnosti
- Kaple svatého Petra a Pavla
- Zaniklý hrad označovaný jako Hrádek u České Břízy ze druhé poloviny 13. století

## Osobnosti
- Emanuel Dyk (1852–1907), politik

## Galerie

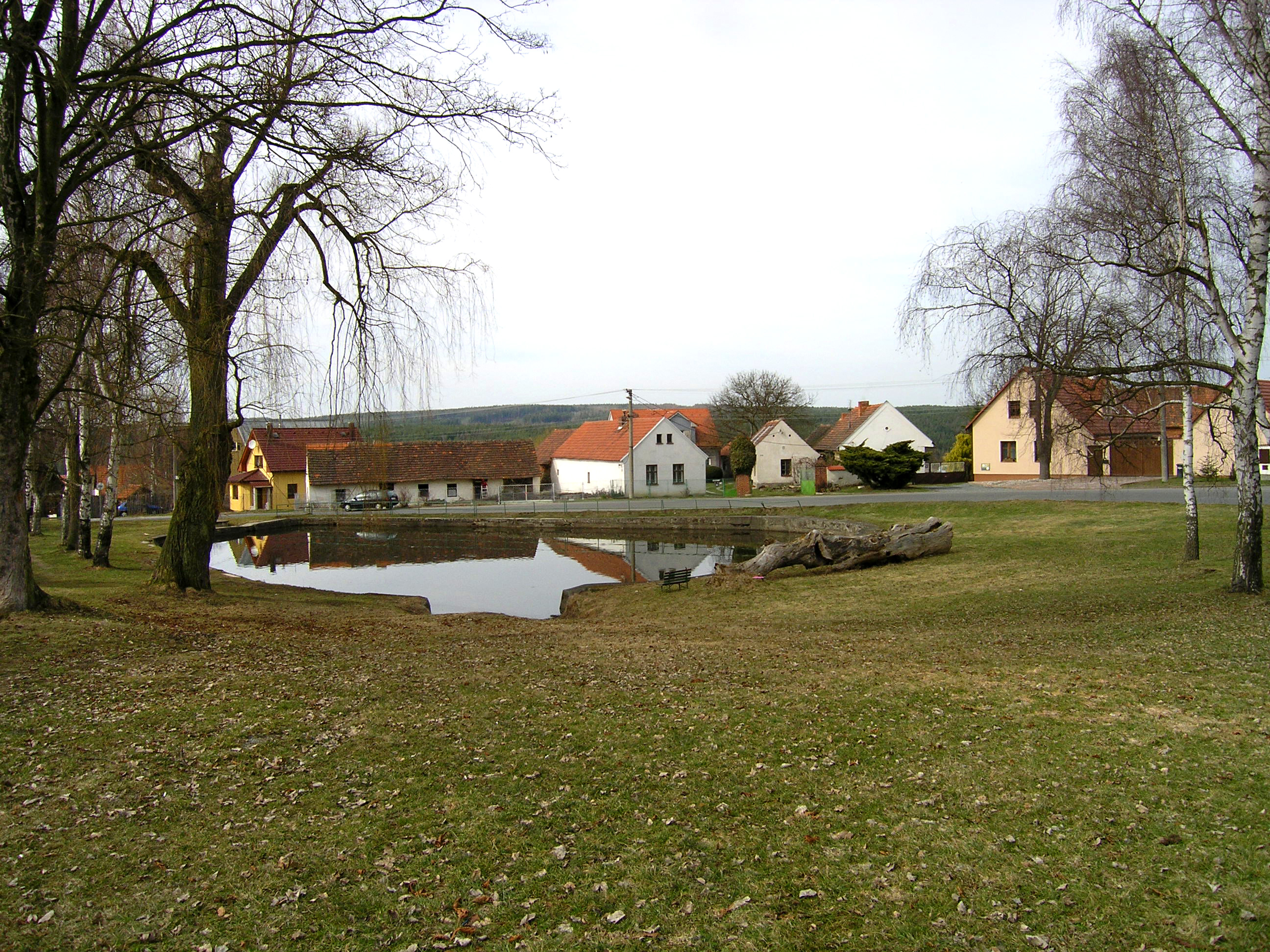
Náves s rybníkem
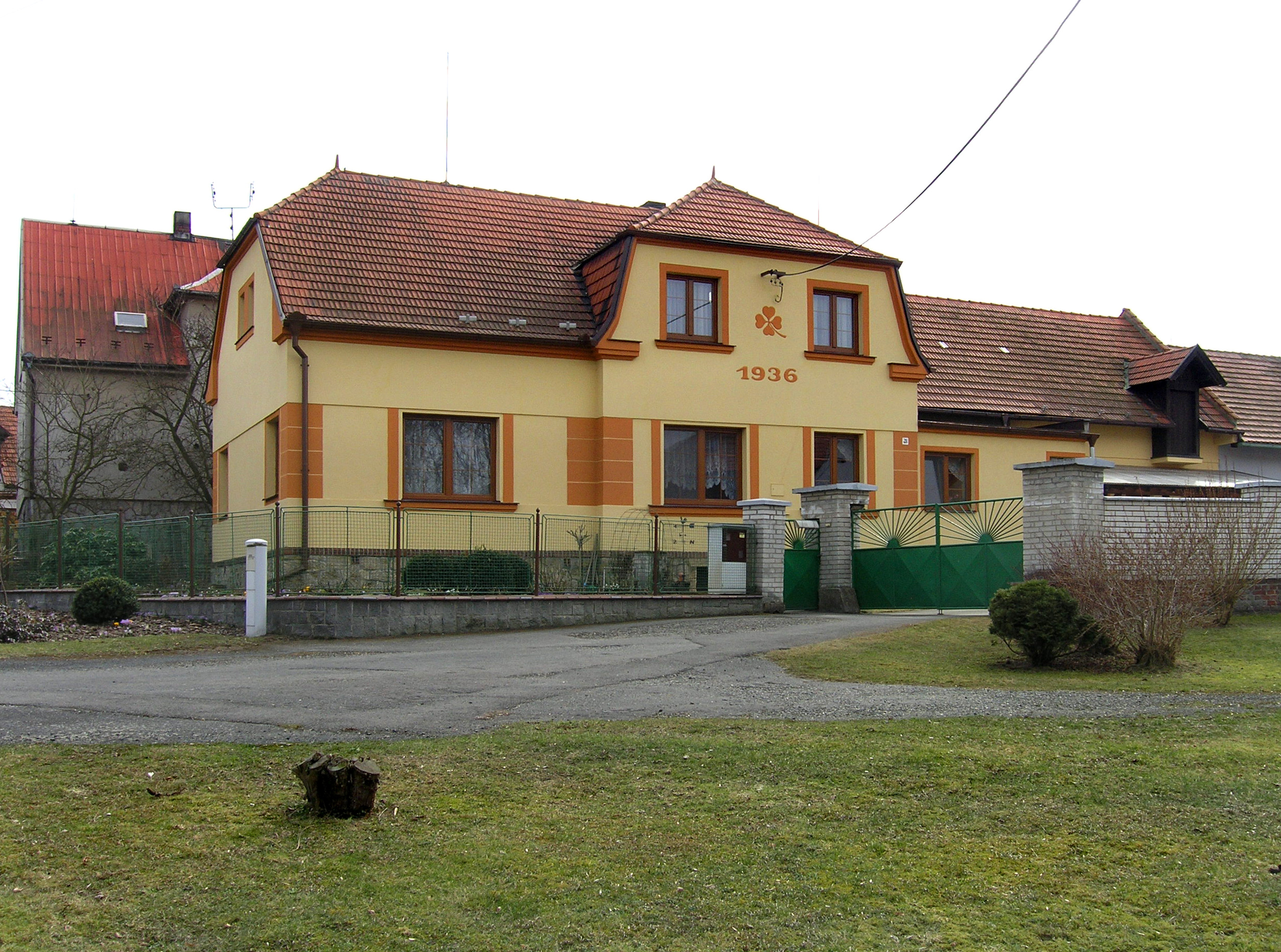
Dům na návsi